# São Romão (Seia)

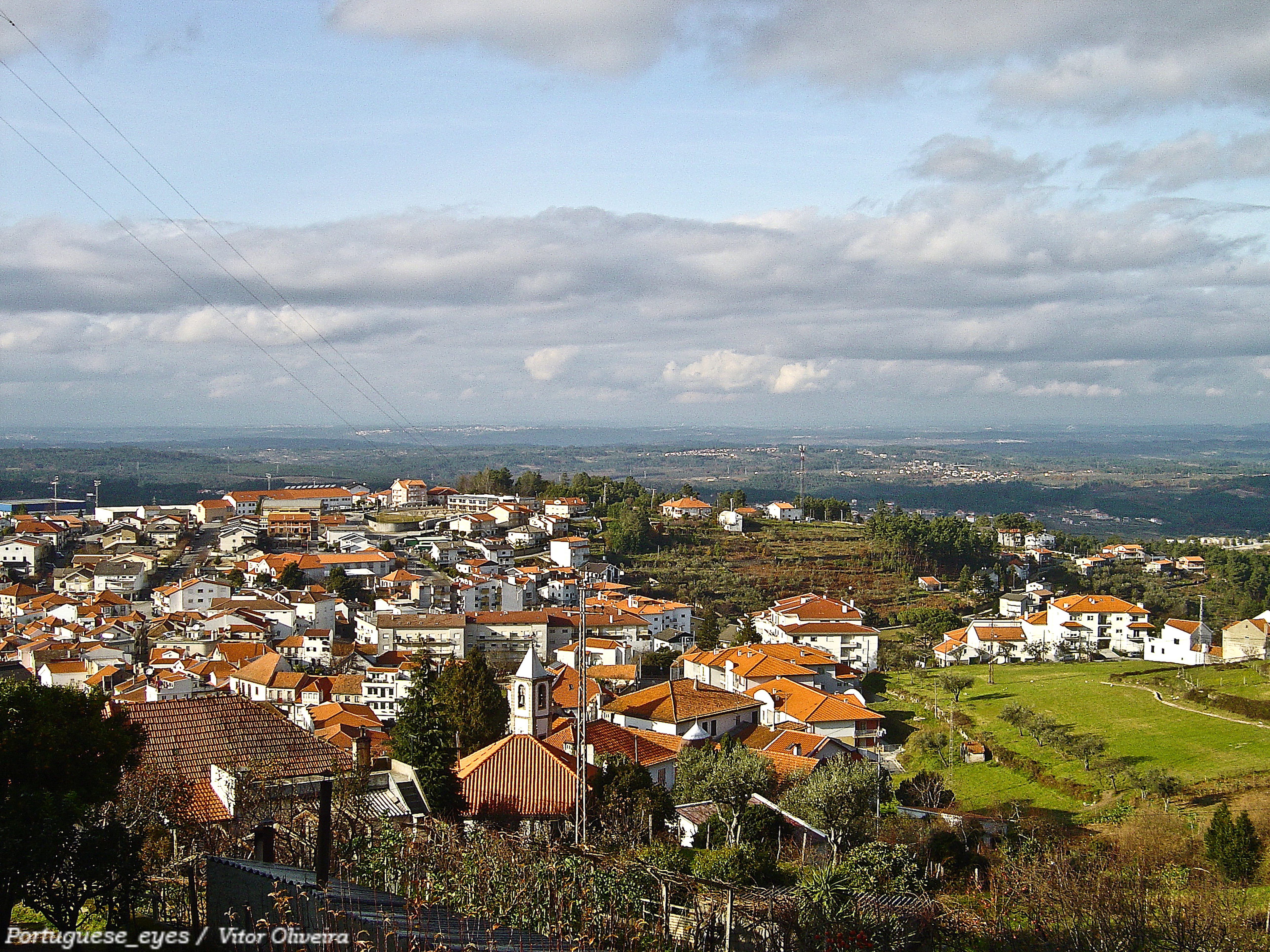
São Romão

São Romão é uma vila que foi sede da extinta freguesia de São Romão do Município de Seia, englobada na sub-região da Serra da Estrela da região do Centro (e pertencente à antiga província da Beira Alta), freguesia que tinha 17,92 km² de área e 2743 habitantes e, por isso, uma  densidade populacional de 153,1 habitantes/km².
Pela reorganização administrativa de 2013, a Freguesia de São Romão foi agregada a duas outras para formar a União das Freguesias de Seia, São Romão e Lapa dos Dinheiros.
A povoação de São Romão foi elevada à categoria de vila em 1987.
Recostada nas abas da Serra da Estrela, avistando-se o Caramulo a oeste, a seus pés estende-se a várzea da Assamassa, irrigada pelas águas vindas do Rio Alva que, desde 1674, deram força aos "engenhos" moageiros e de manufactura das lãs. Isso mesmo abonam os seguintes números: as "Memórias Paroquiais de 1758" do padre Luís Cardoso referem 28 moinhos e 11 pisões; em 1789, o "Livro de Varejo (inspecção) dos Panos da Villa de Sam Romam" registava 85 fabricantes. Seis (6) enormes rodas hidráulicas, activas até há quarenta anos, proporcionavam energia a outras tantas fábricas. Uma delas, fundada em 1858, tem-se mantido ininterruptamente na mesma família.
Trata-se da vila mais rica do concelho, não só em recursos naturais mas também em património arqueológico e arquitectónico.[carece de fontes?]
A cultura do milho era a maior riqueza agrícola desta terra. Mas, nos últimos vinte anos, as pastagens tomaram o lugar dos milharais, e os rebanhos vão pontuando a paisagem que, socioeconomicamente, é agora completamente diversa.

## Origens
Há indícios arqueológicos que provam a existência de povoamento, mais de 3000 anos antes de Cristo. Tudo indica que o S. Romão actual teve origem num castro existente no "Cabeço do Crasto". Este monte, devido à sua situação privilegiada, foi conquistado e ocupado pelos Romanos, cujos vestígios ainda são bem visíveis. Os habitantes do "Crasto" desceram à planície e, dedicando-se à pastorícia e à agricultura, foram povoando as imediações dos terrenos agrícolas, estabelecendo-se preferencialmente na zona de transição entre a montanha e as terras de cultivo.
Tudo isto aconteceu à vista do "monte romano"– o "Crasto".  E, como Romão, o santo soldado, também era romano, não é de estranhar que, ao pé do "cabeço romano", surgisse uma povoação com o nome de São Romão.
Há notícia de, em 1057, ter sido reconquistada aos mouros por D. Fernando, o Magno. Em 1106, os pais de D. Afonso Henriques concederam carta de povoamento de S. Romão a dois presbíteros, João e Fafila. Estes, por sua vez, doaram todas as terras que aqui possuíam, e eram muitas, ao Mosteiro de Santa Cruz de Coimbra. Em 1138, D. Afonso Henriques confirma a doação e dá carta de couto da «ermida de S. Romão» ao predito mosteiro. Tendo fundado aqui um convento, os frades de Santa Cruz ocuparam-no em junho de 1142.
Senhor de algumas povoações e vastas terras nesta região, o Mosteiro de Santa Cruz concedeu carta de foro aos habitantes de S. Romão em 1144. Com este primeiro foral, estavam lançados os fundamentos da Vila de São Romão.
Foi sede de concelho entre o século XIII e 1836, ano em que foi extinto pelo decreto de 6 de novembro, que operou uma das maiores reformas administrativas. Era constituído por uma freguesia e tinha, em 1801, 1426 habitantes.
Em 1864 contavam-se duas unidades fabris de lanifícios em São Romão: uma de Monteiro & C.ª, fundada em 1852, outra de Brito Freire e Vasconcellos & C.ª.
A lei 11-A/2013, extingue a Freguesia de S. Romão e a agrega numa nova freguesia, chamada "união das freguesias de Seia, S. Romão e Lapa dos Dinheiros", com sede na vila de S. Romão.

## Património

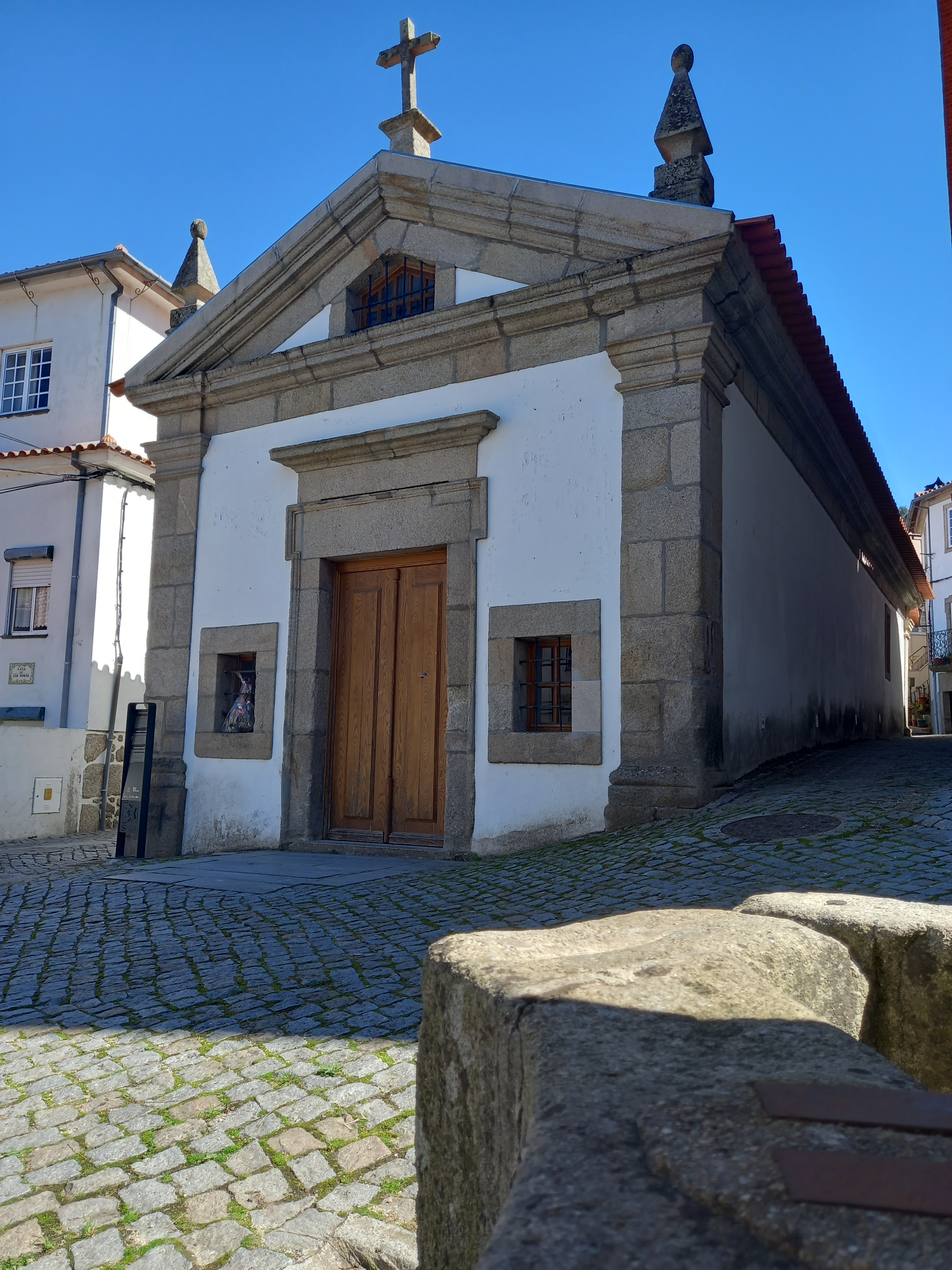
Capela de S. Romão

- Capela de São Romão (século XVIII)
- Santuário de Nossa Senhora do Desterro
- No Bairro dos Moinhos:  Casa da Família Ferreira da Fonseca, a Igreja Antiga confinante com a Casa do antigo Presbitério, bem como alguns Moinhos de Água e algumas indústrias de lanifícios.
- Fonte de Santo Antão
- Capela de Santo Cristo
- Igreja Matriz e Casa do Passal
- Capela de São Romão
- Cruzeiro
- Casa das Tílias
- Capela de Santo Antão
- Antiga Casa da Câmara
- Fonte da Praça de São Pedro
- Antiga Fábrica Camelo
- Alminhas

## Pontos de interesse
O Castro, local onde foram encontrados objectos de olaria, mós manuais, pesos de tear, moldes de fundição e utensílios de bronze e de pedra, a Igreja Matriz, a capela do Santo Cristo e o Buraco da Moira, sítio arqueológico cuja ocupação remonta ao Calcolítico (1200 a.c.), são pontos de paragem obrigatórios.
Na Senhora do Desterro, aldeia pertencente a esta freguesia, é possível visualizar uma rocha com o formato de uma Cabeça de Velha.
O Santuário de Nossa Senhora do Desterro é consituído por 10 capelas (uma principal e 9 menores), uma das quais é a capela dos Doutores, única em Portugal. O lugar segredo inspirou o compositor Fernando Lopes Graça que criou o tema A Senhora do Desterro.

## População
★ Com lugares desta freguesia foi criada em 1988 a freguesia de Lapa dos Dinheiros			

			
Por idades em 2001 e 2011			

| Totais e grupos etários | Totais e grupos etários | Totais e grupos etários | Totais e grupos etários | Totais e grupos etários | Totais e grupos etários | Totais e grupos etários | Totais e grupos etários | Totais e grupos etários | Totais e grupos etários | Totais e grupos etários | Totais e grupos etários | Totais e grupos etários | Totais e grupos etários | Totais e grupos etários | Totais e grupos etários |
| ----------------------- | ----------------------- | ----------------------- | ----------------------- | ----------------------- | ----------------------- | ----------------------- | ----------------------- | ----------------------- | ----------------------- | ----------------------- | ----------------------- | ----------------------- | ----------------------- | ----------------------- | ----------------------- |
|                         | 1864                    | 1878                    | 1890                    | 1900                    | 1911                    | 1920                    | 1930                    | 1940                    | 1950                    | 1960                    | 1970                    | 1981                    | 1991                    | 2001                    | 2011                    |
| Total                   | 1 725                   | 1 956                   | 1 857                   | 2 132                   | 2 139                   | 2 161                   | 1 218                   | 2 526                   | 2 933                   | 3 082                   | 3 390                   | 3 589                   | 3 101                   | 3 078                   | 2 743                   |

| 0-14 anos  | 15-24 anos | 25-64 anos     | 65 e + anos |
| 480 \| 344 | 471 \| 305 | 1 624 \| 1 490 | 503 \| 604  |
| -28%       | -35%       | -8%            | +20%        |

## Festas e Romarias
- Feira de São Pedro (último Domingo de Junho)
- Feira Semanal (Domingo)
- São Silvestre (1 de Janeiro)
- São Sebastião (20 de Abril)
- Enterro do Senhor (Sexta-feira do Senhor)
- São Pedro (último Domingo de Junho)
- São Romão (9 de Agosto)
- Nossa Senhora do Desterro (15 de Agosto)

## Personalidades
- Viriato – De 147  a 139  a. C. , fez do "Crasto" uma das suas bases estratégicas  na luta contra os Romanos.
- Fernando Magno – Em 1057,  reconquista S. Romão aos mouros
- Condes D. Henrique e Dona Teresa – Em 1106, concedem carta de povoamento aos presbíteros João Cidiz e Fafila
- D. Afonso Henriques – Em 1138, « faz Carta de Couto à Igreja de Santa Cruz da Ermida de São Romão»
- São Teotónio – Em 1142, funda um convento, dependente de Santa Cruz de Coimbra, o qual  veio a ser senhor de vastas terras, pois que do "Livro Santo" constam cerca de meia centena de registos, entre compras e doações recebidas. Santa Cruz concedeu Carta de Foro (Foral) aos habitantes da «Villa da Sam Romam», em Outubro de 1144.
- D. Paio Godinho – Primeiro Prior do convento de S. Romão, aí chegou em 24 de Junho de 1142, acompanhado de nove cónegos. Em 17 de Fevereiro de 1196, os Mouros puseram cerco ao convento, vindo a perecer, queimados, os cónegos e o seu Prior.  Diz a tradição que foi no local do "Purgatório". Em 1226, já estava reconstruído.
- Egas Moniz – Prometeu a N. S. da Estrela a fundação de um mosteiro, o qual veio a ser edificado por seu filho, Lourenço Viegas. Nele se instalaram os monges de Cister
- D. Afonso III – Em 1258, as Inquirições Afonsinas confirmam as doações dos reis anteriores
- D. João I – Em 1433, confirma igualmente aquelas doações
- Infante D. Henrique – Por doação de D.João I, seu pai, torna-se senhor de S.Romão
- D. Manuel I – Concede Carta de Foral em 24 de Janeiro de 1514
- D. Diogo da Silva, 1º Conde de Portalegre – Torna-se donatário de S. Romão, por mercê de D. Manuel I
- Marquês de Marialva, herói da Restauração – Doa aos pobres a sua propriedade das «Septimas»  (in Foral Manuelino) ou "Sítimas"
- D. Miguel – Na guerra civil – Liberais/Miguelistas – São Romão tomou o partido de D. Miguel. A derrota deste pesou, com certeza, na posterior  extinção do Concelho de São Romão.